# Demir Hisar
Demir Hisar (t. Żeleznec, dawniej Murgaszewo; maced. i bułg. Демир Хисар, Железнец, Мургашево, gr. Σιδερόκαστρον - Siderókastron) – miasto w południowo-zachodniej Macedonii Północnej, na wschodnich stokach pasma górskiego Płakenska Płanina, nad Crną Reką. Ośrodek administracyjny gminy Demir Hisar i obwodu Demir Hisar. Zamieszkane przez 2431 osób (2021).
Pod koniec XIX wieku Murgaszewo było małą wsią zamieszkaną przez 240 Albańczyków. Awans miejscowości zaczął się w 1946, po przeniesieniu do niej siedziby władz gminy. W latach dziewięćdziesiątych XX wieku nazwę wsi zmieniono zgodnie z nazwą gminy.